# 13271 Gingerbyrd
13271 Gingerbyrd eller 1998 QZ35 är en asteroid i huvudbältet som upptäcktes den 17 augusti 1998 av LINEAR i Socorro County, New Mexico. Den är uppkallad efter Ginger Byrd.
Asteroiden har en diameter på ungefär 5 kilometer.